# ستيف كيريغان
ستيف كيريغان (بالإنجليزية: Steve Kerrigan)‏ هو مدرب كرة قدم ولاعب كرة قدم بريطاني، ولد في 9 أكتوبر 1972 في بلزهيل ‏ في المملكة المتحدة. لعب مع شروزبري تاون ونادي آير يونايتد ونادي ألبيون روفرز ونادي ستنهاوسموير ونادي هاليفاكس تاون.

## وصلات خارجية
- ستيف كيريغان على موقع قاعدة بيانات كرة القدم.إي يو (الإنجليزية)
- ستيف كيريغان على موقع Soccerbase.com (لاعب) (الإنجليزية)